# 블레이크 맥키버 에윙
블레이크 매카이버 유잉(Blake McIver Ewing, 1985년 3월 27일 ~ )은 미국의 가수, 배우이다.

## 영화
- 어 베리 소디드 웨딩 (2017년)
- 타잔 (1999년)
- 리틀 고르디 (1995년)
- 쥬니어는 문제아 3 (1995년)
- 꾸러기 클럽 (1994년)
- 캘린더 걸 (1993년)
- 풀 하우스 (1987년)